# Stenanthemum mediale
Stenanthemum mediale är en brakvedsväxtart som beskrevs av B.L. Rye. Stenanthemum mediale ingår i släktet Stenanthemum och familjen brakvedsväxter. Inga underarter finns listade i Catalogue of Life.